# Phyllanthus letouzeyanus
Phyllanthus letouzeyanus är en emblikaväxtart som beskrevs av Jean F.Brunel. Phyllanthus letouzeyanus ingår i släktet Phyllanthus och familjen emblikaväxter.
Artens utbredningsområde är Kamerun. Inga underarter finns listade i Catalogue of Life.